# يويتشي وادا
يويتشي وادا ((باليابانية: 和田 洋一)، ويقرأ وادا يويتشي)، و(بالإنجليزية: Yōichi Wada)‏. (ولد في 28 مايو 1959) هو الرئيس الحالي والرئيس التنفيذي لشركة سكوير إنيكس. وكان سابقا رئيسا لسكوير حتى عام 2003 عندما اندمجت مع شركة إنيكس.وهو أيضا الرئيس الحالي والرئيس التنفيذي لشركة تايتو ، ومؤخرا سكوير إينكس شرت شركة إيدوس إنترأكتف.